# Stjärnstrupig myrfågel
Stjärnstrupig myrfågel (Rhopias gularis) är en fågel i familjen myrfåglar inom ordningen tättingar.

## Utbredning och systematik
Fågeln förekommer i sydöstra Brasilien (södra Bahia till västra Paraná och norra Rio Grande do Sul). Den placeras som ensam art i släktet Rhopias. 

## Status och hot
Arten har ett stort utbredningsområde, men tros minska i antal, dock inte tillräckligt kraftigt för att den ska betraktas som hotad. Internationella naturvårdsunionen IUCN listar arten som livskraftig (LC).